# Tereos
Tereos é um conglomerado empresarial de origem francesa que atua principalmente nos mercados de matérias-primas agrícolas, em especial no setor sucroalcooleiro e de amido. Possui 44 fábricas distribuídas em 9 países, incluindo Bélgica, Brasil, Estados Unidos, Índia, Indonésia, Quénia e Tanzânia.

## História
Em 1932, a cooperativa Origny-Sainte-Benoite destilaria foi fundada no departamento Aisne do norte da França por vários agricultores sob a liderança de Paul Cavenne. A fábrica processava 400 toneladas de beterraba sacarina por dia. Cerca de vinte anos depois, Jean Duval, diretor-geral da cooperativa, converteu a destilaria numa fábrica de açúcar, com capacidade para processar 900 toneladas de açúcar por dia.
Na década de 1990, a cooperativa Origny fundiu-se com a de Vic-sur-Aisne, que explora uma fábrica de açúcar que movimenta 5.500 toneladas de beterraba sacarina por dia. A nova entidade foi denominada SDA (Sucreries et Distilleries de l’Aisne). Um ano depois, adquiriu a fábrica de açúcar Berneuil, no sudoeste da França.
A aquisição do principal produtor francês de açúcar, Béghin-Say, à empresa italiana Edison, em 2002, marcou um ponto de viragem. A combinação das duas empresas tornou o novo grupo cooperativo líder do mercado francês, com 9.500 produtores cooperativos de origem a Tereos.
Em 2006, a Tereos se fundiu com o grupo cooperativo SDHF (Sucreries et Distilleries des Hauts de France). Isto ampliou a estrutura logística e fortaleceu a sua liderança no mercado francês.
Em 2008, a Tereos adquire, através da subsidiária Syral, 5 fábricas de amido e glicose na Europa Ocidental da Talfiie (Tate & Lyle Food & Industrial Ingredients Europe), subsidiária da empresa Tate & Lyle.
Em 2016, a cooperativa de beterraba sacarina Connantre (Grupo Tereos) uniu forças com a cooperativa APM Déshy, permitindo à Tereos expandir o seu negócio para o processamento de alfafa, com quatro fábricas de desidratação no nordeste da França (em Anglure, Aulnay-aux-Planches, Montépreux e Pleurs).
A Tereos SCA foi criada em 2018. As 12 mil plantações cooperativas agora pertencem todas a uma única cooperativa.
Em 2021, a Tereos ficou em quinto lugar geral na lista das 50 principais empresas globais de adoçantes da FoodTalks.
Em janeiro de 2022, a Tereos anunciou a venda de sua participação de 11% na joint venture com a Axereal, empresa dedicada a produção de malte, bem como o encerramento de suas atividades açucareiras na Romênia. Em fevereiro, a Tereos também anunciou o encerramento das suas atividades em Moçambique.
Em fevereiro de 2023, a Tereos anunciou a venda de suas atividades na Romênia para dois investidores locais.

## Atividades
O portfólio de produtos da Tereos engloba os mercados de alimentos, com o fornecimento de açúcar, ração animal, química verde, produtos farmacêuticos e cosméticos, papel e papelão. Também produz em larga escala etanol e bioenergia.

## Controvérsias
Nos últimos anos, a Tereos S.A. esteve envolvida em uma série de eventos duvidosos e assuntos polêmicos em reportagens e redes sociais.

### Acusações de cumplicidade em atos terroristas
Em 2019, foi prestada uma queixa contra a empresa por alegadamente fornecer adoçante à Síria, onde é utilizado para fabricar armas. Os demandantes relatam que a Tereos prometeu interromper as entregas para zonas de conflito depois que uma ONG com um mandato expedido pela UE encontrou dezenas de sacas contendo sorbitol em um depósito do grupo Estado Islâmico (EI) no Iraque após a libertação de Mossul no final de 2016.

### Incidente da fábrica em Cambrai
Em 2020, a região da Valónia acusou a empresa de um suspeito vazamento em uma fábrica de processamento de beterraba, localizada em Cambrai, o que resultou na morte de 50-70 toneladas de peixe no território belga.

### Críticas ao acordo Mercosul-União Europeia
No dia 22 de novembro de 2024, diretor-executivo da Tereos, Olivier Leducq, criticou no seu perfil do Linkedin, o acordo da União Europeia com o Mercosul para reduzir a cobrança de taxas de importação de bens e serviços mutuamente. A fabricante, dona do açúcar Guarani, é a 2ª maior produtora do insumo no Brasil. Em uma publicação na rede social, Olivier citou preocupações em relação à proposta, trazendo questionamentos a respeito da concorrência desleal com os produtores agrícolas europeus e posicionando-se contra à assinatura do acordo, mobilizando os outros Estados-Membros a fim de permitir que o acordo não seja deliberado pela Comissão Europeia.